# Prix Félix de l'interprète masculin
 (décembre 2018).
Si vous disposez d'ouvrages ou d'articles de référence ou si vous connaissez des sites web de qualité traitant du thème abordé ici, merci de compléter l'article en donnant les références utiles à sa vérifiabilité et en les liant à la section « Notes et références ».
Cet article recense les lauréats du Prix Félix de l'interprète masculin, remis à l'occasion du Gala annuel de l'Association québécoise de l'industrie du disque, du spectacle et de la vidéo (ADISQ) depuis 1979.
Claude Dubois (1979, 1982, 1983 et 1986) et Daniel Bélanger (1994, 2002, 2023, 2024) détiennent le record de prix dans cette catégorie avec quatre Félix. 
Daniel Lavoie (1980, 1981, 1984) et Bruno Pelletier (1997, 1999 et 2000) en récoltent trois chacun. 

## Liste des lauréats
- 2024 - Daniel Bélanger
- 2023 - Daniel Bélanger
- 2022 - Hubert Lenoir
- 2021 - FouKi
- 2020 - Émile Bilodeau
- 2019 - Loud
- 2018 - Patrice Michaud
- 2017 - Patrice Michaud
- 2016 - Jean Leloup
- 2015 - Jean Leloup
- 2014 - Alex Nevsky
- 2013 - Marc Dupré
- 2012 - Vincent Vallières
- 2011 - Éric Lapointe
- 2010 - Maxime Landry
- 2009 - Nicola Ciccone
- 2008 - Gregory Charles
- 2007 - Nicola Ciccone
- 2006 - Dany Bédar
- 2005 - Dany Bédar
- 2004 - Corneille
- 2003 - Sylvain Cossette
- 2002 - Daniel Bélanger et Garou
- 2001 - Garou
- 2000 - Bruno Pelletier
- 1999 - Bruno Pelletier
- 1998 - Kevin Parent
- 1997 - Bruno Pelletier
- 1996 - Kevin Parent
- 1995 - Roch Voisine
- 1994 - Daniel Bélanger
- 1993 - Richard Séguin
- 1992 - Richard Séguin
- 1991 - Luc de Larochellière
- 1990 - Mario Pelchat
- 1989 - Roch Voisine
- 1988 - Michel Rivard
- 1987 - Patrick Norman
- 1986 - Claude Dubois
- 1985 - Corey Hart
- 1984 - Daniel Lavoie
- 1983 - Claude Dubois
- 1982 - Claude Dubois
- 1981 - Daniel Lavoie
- 1980 - Daniel Lavoie
- 1979 - Claude Dubois

Source : ADISQ